# Mammoth WVH
Mammoth WVH est un groupe américain de rock, originaire de Los Angeles, en Californie.

## Histoire

### Débuts (2015–2021)
Wolfgang Van Halen est le fils du guitariste Eddie Van Halen (1955-2020) et de l'actrice Valerie Bertinelli, et le neveu du batteur Alex Van Halen. En 2006, Wolfgang Van Halen devient membre permanent du groupe Van Halen et joue dans le groupe Tremonti entre 2015 et 2016. Depuis 2013 déjà, Wolfgang Van Halen travaillait sur un album solo, bien qu'il ait interrompu les travaux après l'annonce du cancer de son père. L'œuvre solo, entièrement enregistrée par Wolfgang Van Halen, sort sous le nom de Mammoth WVH, qui est une révérence à son ancien groupe Van Halen, qui s'appelait à l'origine Mammoth. Avec ce nom, Wolfgang Van Halen voulait « donner aux gens la possibilité d'écouter sa musique sans réserve ». Le nom de famille Van Halen serait « tout simplement trop connu ». Il obtient de son père la permission d'utiliser ce nom.
Ses deux premiers singles, Distance et Don't Back Down, atteignent tous deux la première place du classement Billboard Mainstream Rock Songs. Le magazine américain Spin place Mammoth WVH sur sa liste des 20 nouveaux artistes les plus intéressants de l'année 2020. En tant que musiciens live, Wolfgang Van Halen engage le guitariste Frank Sidoris (Slash, ex-The Cab), le guitariste Jon Jourdan (To Whom It May), le bassiste Ronnie Ficarro (ex-Falling in Reverse) et le batteur Garrett Whitlock (Tremonti). Le 11 février 2021, la formation fait sa première apparition dans l'émission de fin de soirée Jimmy Kimmel Live! et joue la chanson Distance. Le premier album Mammoth WVH, produit par Michael Baskette, sort le 11 juin 2021 et atteint la douzième place du classement des albums américains. Le premier concert a lieu le 27 juillet 2021 à Lawrence, dans le Kansas. Durant l'été 2021, Mammoth WVH effectue une tournée américaine en première partie de Guns N' Roses, ainsi qu'une tournée de sa propre tête d'affiche avec le groupe Plush en automne 2021. Le magazine en ligne américain Loudwire a élu Mammoth WVH groupe de l'année 2021.

### Mammoth II(depuis 2021)

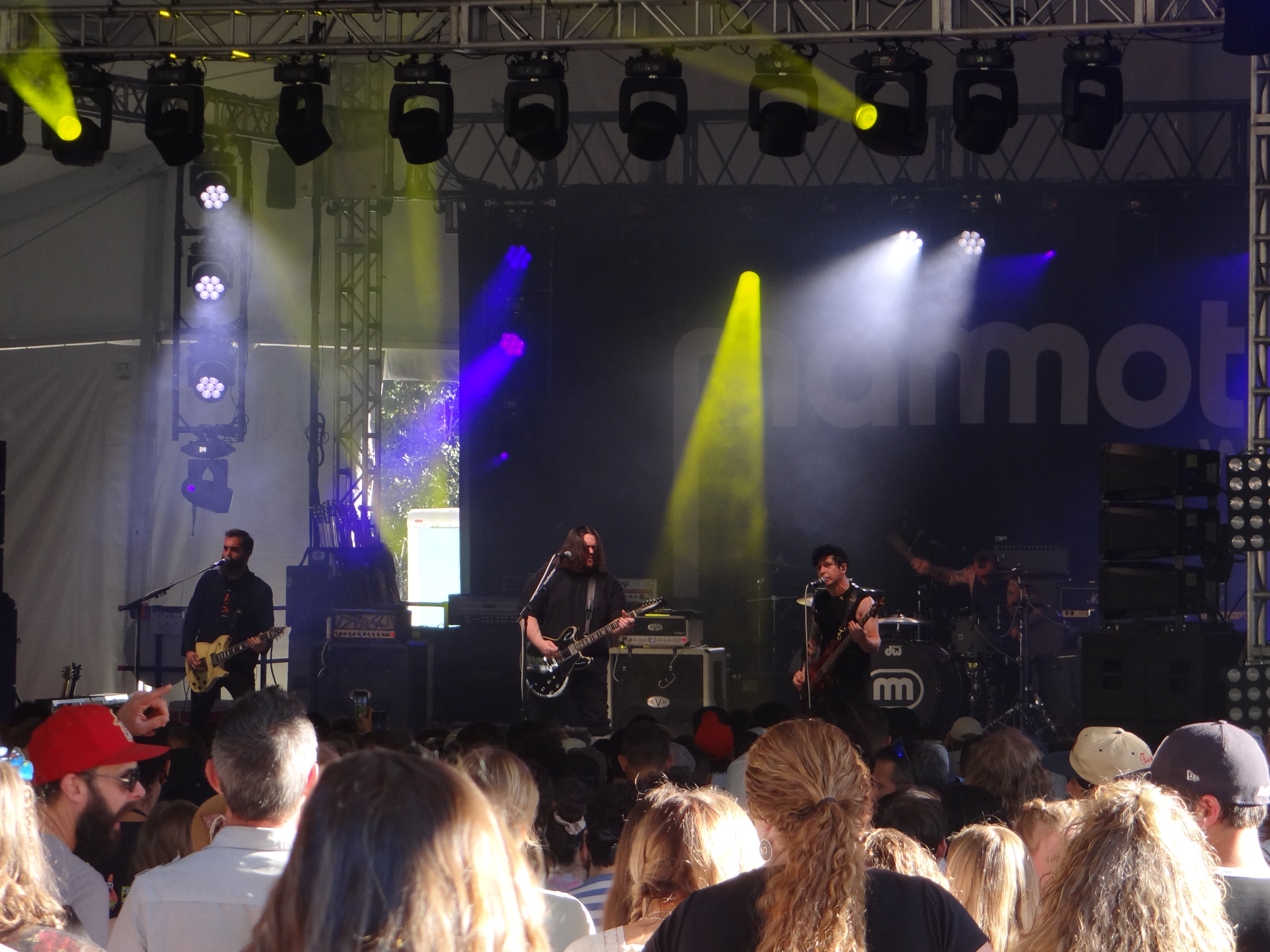
Mammoth WVH au Shaky Knees Music Festival de 2021.

En février et mars 2022, Mammoth WVH joue avec le groupe Dirty Honey dans le cadre de la tournée Young Guns Tour en tant que co-chef de file en Amérique du Nord. Lors des iHeartRadio Music Awards 2022, Mammoth WVH est récompensé dans la catégorie « meilleur nouveau groupe de rock ». Le groupe est nommé dans la catégorie « meilleur groupe de rock », mais le prix est décerné aux Foo Fighters. Mammoth WVH est également nommé dans la catégorie « meilleur morceau de rock » lors des Grammy Awards 2022. Là aussi, le prix est décerné aux Foo Fighters. En novembre et décembre 2022, Mammoth WVH se produit avec Halestorm en première partie des dates européennes de la tournée Pawns and Kings d'Alter Bridge. Début 2023, cette tournée se poursuit en Amérique du Nord, cette fois avec Ded et Pistols at Dawn au lieu de Halestorm en première partie. Entre-temps, Wolfgang Van Halen commence à enregistrer son deuxième album studio, qui est de nouveau entièrement réalisé par lui-même. Van Halen justifie le fait qu'il renonça à nouveau à des musiciens de studio par le fait qu'il s'agissait de son projet.
En mars 2023, Mammoth WVH signe un contrat avec BMG, et sort son deuxième album studio, Mammoth II, le 4 août 2023. Mammoth II atteint la quatrième place du classement des albums suisses, la 14e place du classement allemand, la 28e place du classement américain, la 36e place du classement autrichien et la 76e place du classement britannique. En outre, Mammoth WVH est confirmé, avec Architects, Volbeat, Pantera et Greta Van Fleet, en tant que première partie de trois concerts à Londres, Dublin et Glasgow de la tournée des co-headliners de Def Leppard et Mötley Crüe, ainsi que pour la tournée mondiale M72 de Metallica qui aura lieu en 2023 et 2024. En automne 2023, Mammoth WVH joue avec Sevendust une autre tournée nord-américaine en première partie d'Alter Bridge, avant de terminer l'année avec sa propre tournée en tête d'affiche en Amérique du Nord avec le soutien de Nita Strauss.

## Style musical
Fred Thomas d'AllMusic a décrit le style musical de Mammoth WVH comme un mélange d'éléments heavy metal, grunge, rock alternatif et hard rock. Frank Thießies du magazine allemand Metal Hammer a décrit le son du groupe comme « une version rock alternatif de Van Halen, en particulier leur sortie dans les années '90 ». Marcel Anders du magazine allemand Rock Hard a comparé le premier album au « grunge du début des années '90, qui présente de forts emprunts à Alice in Chains, Soundgarden, Nirvana, mais aussi Black Sabbath ». Selon Andreas Schiffmann du webzine Musikreviews.de, Mammoth WVH joue « un rock mainstream sans prise de tête, avec des mélodies fortes et un degré de maturité que certains artistes plus âgés n'ont pas ».

## Discographie
- 2021 : Mammoth (Cleopatra Records)
- 2023 : Mammoth II (BMG Rights Management)